# تيسا جانسيغيغ
تيسا جانسيغيغ (من مواليد 16 مايو 1977) هي سياسية ألمانية عملت كعضو في برلمان بافاريا منذ 7 أكتوبر 2013 ، وتمثل دائرة فرانكونيا الوسطى في قائمة التحالف 90 / الخضر .  خلال الانتخابات الفيدرالية الألمانية لعام 2021 ، تم انتخابها لعضوية البرلمان من بافاريا في قائمة حزب التحالف 90 / الخضر . لتشغل مقعدها في 26 أكتوبر 2021.  في عام 2018 ، ظهرت كامرأة متحولة جنسيًا ، لتصبح أول شخص متحول جنسيًا بشكل علني في ولاية ألمانية أو برلمان فيدرالي.

## حياتها

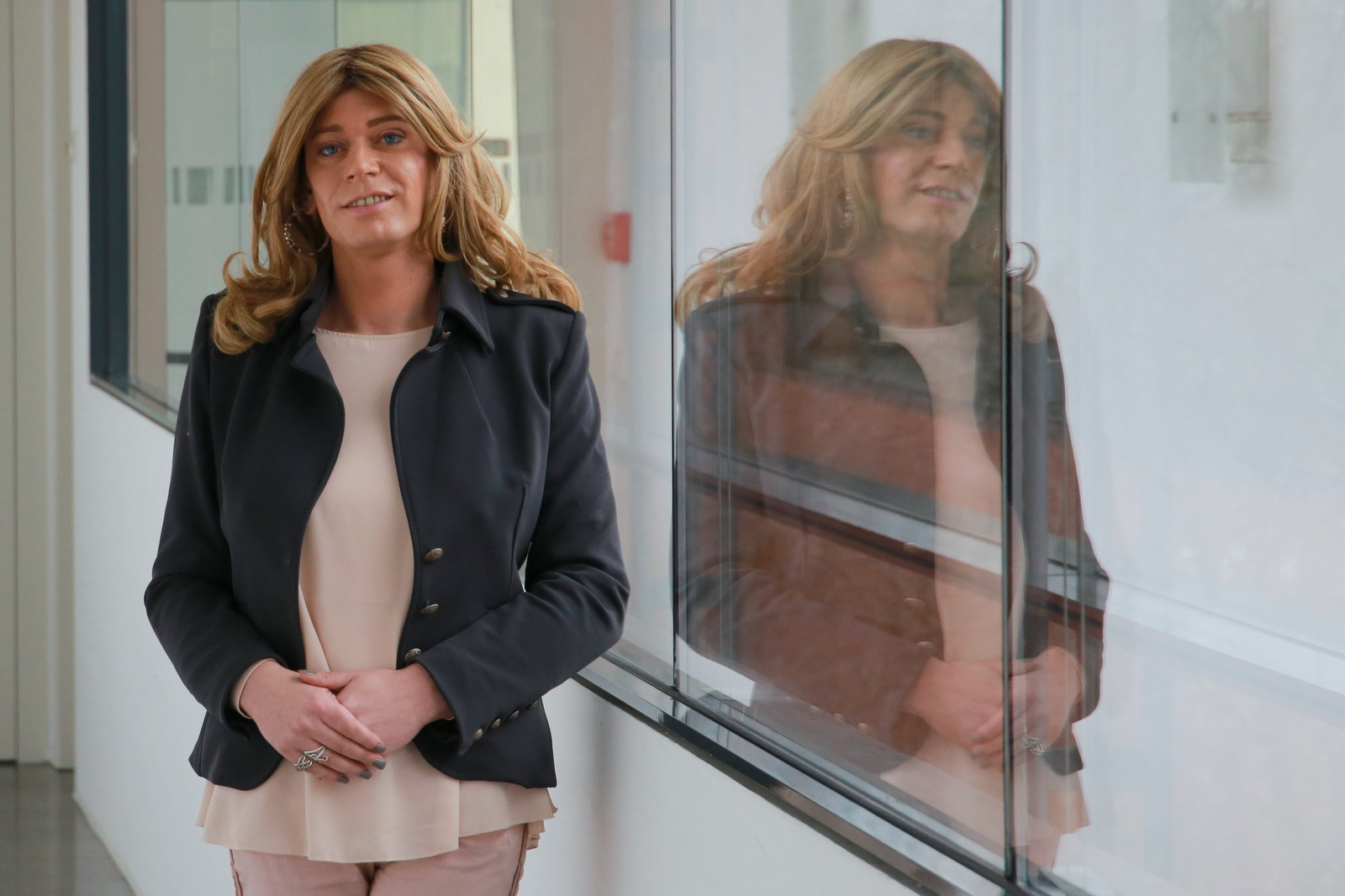
تيسا جانسيغيغ 2019

ولد جانسيغيغ في 16 مايو 1977 في زفيزل ، بافاريا.  درست الغابات والهندسة في جامعة Weihenstephan-Triesdorf للعلوم التطبيقية، وتخرجت في عام 2005. في وقت لاحق من ذلك العام عملت كموظفة لدى السياسي الألماني كريستيان ماغرل. 

## الحياة السياسية

### البدايات المبكرة
جانسيغيغ تنتمي إلى التحالف 90 / الخضر، أ السياسة الخضراء الحزب، وكانت عضوا منذ عام 1998. ترشحت لمقعد في برلمان بافاريا في عام 2008 لكنها لم تنجح. من عام 2008 إلى عام 2018 ، شغلت منصب المدير التنفيذي لمنطقة فرانكونيا الوسطى الخضراء.

### العمل في سياسة الدولة
في انتخابات 2013 ، تم انتخاب جانسيغيغ في منطقة نورمبرغ الشمالية الانتخابية لتجلس في البرلمان.  عملت في لجان الشؤون الاقتصادية والإعلامية، والبنى التحتية، والبناء والنقل، والطاقة والتكنولوجيا، ونائبة رئيس مجلس الإدارة للخدمة العامة من 2013 حتى 2018.  
في كانون الأول (ديسمبر) 2018 ، ظهرت جانسيغيغ على أنها امرأة متحولة جنسياً، وأصبحت أول عضوة في برلمان بفاريا وفي برلمان ألماني كعابرة جنسياً بشكل علني.    ظهرت علنًا لأول مرة كامرأة في مؤتمر صحفي في ميونيخ في 14 يناير 2019.   إلسي أيجنر ، وهي عضوة في الاتحاد المسيحي الاجتماعي في بافاريا ورئيسة مجلس الشورى الموحد بافاريا ، أيدت جانسيغيغ التي تمر بمرحلة انتقالية لها ورحبت بها إلى البرلمان كامرأة.   
في الانتخابات الفيدرالية الألمانية لعام 2021 ، تم انتخاب جانسيغيغ لعضوية البوندستاغ في تحالف 90 / قائمة الخضر لبافاريا. ومع ذلك، نظرًا لأنها لم تغير اسمها القانوني احتجاجًا على قانون العابرين جنسياً الألماني، الذي يتطلب تقييمات نفسية غازية لتغيير الاسم وعلامة الجنس، فقد أُجبرت على الظهور في بطاقة الاقتراع باسمها القديم . إلى جانب زميلها نيكي سلاويك، أصبحت جانسيغيغ أول شخص متحول جنسياً يتم انتخابه في البرلمان الألماني.
في حين أن تغيير جنسها لم يتم الانتهاء منه قانونيًا بعد، فقد تم الاعتراف بها في البرلمان باعتبارها امرأة. 
جانسيغيغ متزوجة من إيناس إيشمولر وله ولدان. 